# Regierung Laval IV
Das vierte Kabinett Laval (frz. 'quatrième gouvernement Laval') war vom 7. Juni 1935 bis zum 22. Januar 1936 die Regierung Frankreichs. Sie wurde geleitet von Pierre Laval („Président du Conseil“); Albert Lebrun war damals Staatspräsident („président de la république“) der Dritten Republik.   
Das damalige Parlament war in den Parlamentswahlen am 1. und 8. Mai 1932 gewählt worden (15. Legislaturperiode).
Dem Kabinett gehörten Vertreter folgender Parteien an: Alliance démocratique (AD), Radicaux indépendants (RI), Parti républicain, radical et radical-socialiste (PRRRS), Fédération républicaine (FR), Parti socialiste de France-Union Jean Jaurès (PSdF) und Union socialiste républicaine.
Die Regierung Laval IV folgte der Regierung Bouisson unter Fernand Bouisson; ihr folgte die Regierung Sarraut II unter Albert Sarraut. 

## Kabinettsmitglieder
- Président du conseil : Pierre Laval

- Ministres d’État: 
  - Édouard Herriot (PRRRS)
  - Louis Marin (FR)
  - Pierre-Étienne Flandin (AD)
- Minister (Ministres):
  - Justizminister: Léon Bérard (AD)
  - Außenminister: Pierre Laval
  - Innenminister: Joseph Paganon[2] (PRRRS)
  - Finanzminister: Marcel Régnier[3] (PRRRS)
  - Kriegsminister: Jean Fabry[4] (AD)
  - Marineminister: François Piétri (AD)
  - Ministre de l’Air : Victor Denain[5]
  - Bildungsminister (Ministre de l’Éducation nationale):
    - Philippe Marcombes[6] (PRRRS), † 13. Juni 1935.
    - Marius Roustan[7] (RI) ab 17. Juni 1935.

  - Minister für öffentliche Arbeiten (Ministre des Travaux publics): Laurent Eynac (RI)
  - Handels- und Industrieminister (Ministre du Commerce et de l’Industrie): Georges Bonnet (PRRRS)
  - Landwirtschaftsminister (Ministre de l’Agriculture): Pierre Cathala[8] (RI)
  - Kolonieminister (Ministres des Colonies): Louis Rollin[9] (AD)
  - Arbeitsminister (Ministre du Travail): Ludovic-Oscar Frossard
  - Ministre des Pensions : Henri Maupoil[10] (PRRRS)
  - Ministre des Postes, Télégraphe et Téléphone : Georges Mandel
  - Minister für öffentliche Gesundheit (Ministre de la Santé publique): Ernest Lafont[11] (PSdF, USR)
  - Minister für die Handelsmarine (Ministre de la Marine marchande):
    - Marius Roustan, bis zum 17. Juni 1935
    - William Bertrand[12] (PRRRS), ab dem 17. Juni 1935

- Sous-secrétaires d’État à la Présidence du Conseil : Camille Blaisot[13] (FR)

## Zur Regierungszeit
Die Regierung Laval erhielt bei ihrer Wahl 412 Stimmen und nur 137 Gegenstimmen. In Frankreich herrschte damals Krisenstimmung; die neue Regierung erhielt von der Nationalversammlung (Senat und Parlament) unbegrenzte Vollmachten (befristet bis zum 31. Oktober 1935), gegen einen Kursverfall des Französischen Franc anzugehen und Spekulationen auf einen solchen Kursverfall zu bekämpfen.  
Die ehemals eher pazifistisch geprägte Linke forderte Härte bzw. Entschlossenheit gegenüber Hitler bzw. dem NS-Regime und Mussolini bzw. seinem Regime; rechte und rechtsradikale Politiker forderten Entgegenkommen bzw. Toleranz für deren Politik. 
Die Regierung Laval IV reduzierte ab Juli per Dekret die Preise bestimmter Produkte und die öffentlichen Ausgaben in einigen Bereichen.  Es gab (wie auch in den Ländern einiger wichtiger Handelspartner Frankreichs) gewisse Tendenzen zur Deflation.
Das Kabinett Laval IV trat zurück, nachdem Édouard Hérriots mit seiner radikalen Partei die Regierung verließ.

## Sonstiges
Laval leitete vor dem Zweiten Weltkrieg vier französische Regierungen: 
- I 27. Januar bis 13. Juni 1931,
- II bis 12. Januar 1932,
- III 14. Januar 1932 bis 6. Februar 1932  und
- IV.

Am 26. April und 3. Mai 1936 fanden erneut Parlamentswahlen statt.Danach wurde zum ersten Mal ein Sozialist - Léon Blum - Ministerpräsident. 